# Gabriel Pereira
Gabriel Pereira Magalhães dos Santos (født 7. maj 2000) er en brasiliansk professionel fodboldspiller, der spiller som midterforsvarer for den danske superligaklub F.C. København. Han har tidligere spiller for Primeira Liga-klubben Gil Vicente.

## Karriere
Pereira begyndte sin karriere i den lokale klub Araruama som defensiv midtbanespiler. Efter fire år i klubben skiftede han som ungdomsspiller til Sampaio Corrêa-RJ i slutningen af 2017, hvor han blev omskolet til centre-back.
Han blev i 2019 opdaget af klubben Volta Redonda, hvor han afsluttede sine ungdomsår. Han indgik sin første seniorkontrakt den 27. januar 2020, hor han underskrev en tre-årig kontrat med Volta Redonda.
Den 3. august 2021 skiftede han til Vilafranquense i den portugisiske Segunda Liga på en låneaftale med en købsoption. Vilafranquense udnyttede optionen, og Pereira endte med at spille 46 ligakampe med Vilafranquense inden han den 30. januar 2023 underskrev Pereira en tre og et halvt års kontrakt med Primeira Liga-klubben Gil Vicente.
Den 7. august 2024 blev det offentliggjort, at Gabriel Pereira havde skrevet en 5-årig aftale med F.C. København.